# Státní znak Svatého Vincence a Grenadin
Státní znak Svatého Vincence a Grenadin je tvořen zlatě zdobeným, tvarovaným štítem. V něm na zeleném pažitu stojí žena v modrých šatech, držící v pravé ruce olivovou snítku. Proti ní klečí na pravém koleni druhá žena (také v modrých šatech), držící v levé ruce zlatou obětní misku. Mez ženami je zlatý oltář se dvěma podanýma rukama a vystupuje z něj červený plamen. Nad štítem vyrůstá z modro-žluto-zelené točenice větévka bavlníku v přirozených barvách. Pod štítem je na stříbrné, červeně podšité stuze černé latinské heslo PAX • ET • JUSTITIA (česky Mír a spravedlnost).
Ženy (kněžky) alegorizují postavy Míru a Spravedlnosti, které symbolizuje i motto pod štítem.

## Historie
Ostrov Svatý Vincenc byl údajně objeven janovským mořeplavcem ve službách Španělska Kryštofem Kolumbem dne 22. ledna, tedy na den svatého Vincence. Rok je však nejistý, zdroje hovoří o letech 1493, 1498, 1502 či o pouhém proplutí okolo ostrova. Ostrov byl ale nazván Isla de San Vincente. V letech 1763–1783 o ostrov soupeřili Francouzi s Brity. Versailleská smlouva přiřkla roku 1783 ostrov Spojenému království a ten se tak stal britskou korunní kolonií Svatý Vincenc. V roce 1877 byla zavedena zvláštní vlajka pro kolonii Svatý Vincenc. Jednalo se o modrou služební vlajku (Blue Ensign) s vlajkovým emblémem (anglicky badge) Svatého Vincence ve vlající části. Badge (nejde o znak) bylo tvořeno kruhovým (modro-hnědým) polem se stojící ženou s červenými šaty, držící olivovou snítku, proti ní klečící ženou v bílých nebo modrých šatech pokládající oběť na červeně planoucí, žlutý oltář. V dolním (hnědém) poli byl bílý nápis ST. VINCENT. (Není obrázek)
V roce 1886 bylo zavedeno badge pro vrchního guvernéra federativní britské kolonie Návětrných ostrovů, jehož součástí země (spolu s Barbadosem, Grenadou a Tobagem) byla. Badge bylo tradičně umístěno uprostřed guvernérovy vlajky tvořené britskou vlajkou (Union Jack).
Badge vrchního guvernéra Návětrných ostrovů se poté změnilo v roce 1903 a 1953.[zdroj?]

Detail badge vrchního guvernéra Návětrných ostrovů (1886–1907)
Detail badge vrchního guvernéra Návětrných ostrovů (1907–1953)
Detail badge vrchního guvernéra Návětrných ostrovů (1953–1960)

V roce 1907 byl mírně upraven místní vlajkový emblém Sv. Vincence. Kruhové badge bylo opět modré a hnědé. Modrá barva však měla světlejší odstín. Obě ženy byly nyní v bílých šatech, na oltáři bylo znamení v podobě dvou podaných rukou a v dolní, hnědé části bylo do oblouku černé latinské heslo PAX ET JUSTITIA (česky Mír a spravedlnost).

Detail badge Sv. Vincence (1907–1979)

29. listopadu 1912 byl ostrovu udělen oficiální znak. Znak byl téměř shodný se současným z roku 1985, pouze točenice byla stříbrně-zelená (dnes modro-žluto-zelená).
Až do roku 1985 se znak nezměnil (a poté jen drobně), přestože země prošla několika změnami:
- 1956 – federativní britská kolonie Návětrné ostrovy zanikla a Sv. Vincenc se stal samostatnou kolonií
- 3. ledna 1958 se ostrov stal členem Západoindické federace (ta ale užívala vlastní symboly)
- 31. května 1962 Západoindická federace zanikla
- 27. října 1969 získal Sv. Vincenc statut přidruženého státu Spojeného království
- 27. října 1979 byla vyhlášena nezávislost v rámci Commonwealthu pod názvem Svatý Vincent a Grenadiny

21. října 1985 byl, spolu se zavedením nové státní vlajky, změněn mírně i státní znak, stříbrně-zelená točenice změnila barvy na národní: modro-žluto-zelenou.

## Další použití znaku
Státní znak Svatého Vincence a Grenadin byl vyobrazen na státních vlajkách v letech 1979–1985.

Vlajka Sv. Vincence a Grenadin (1979–1985) Poměr stran: 4:7
Vlajka Sv. Vincence a Grenadin (1985) Poměr stran: 4:7